# Birger Andreassen
Birger Marinus Andreassen (* 31. Dezember 1891 in Oslo; † 25. März 1961 ebenda) war ein norwegischer Radrennfahrer.

## Sportliche Laufbahn
Andreassen war Teilnehmer der  Olympischen Sommerspiele 1912 in Stockholm. Beim Sieg von Rudolph Lewis aus Südafrika im olympischen Einzelzeitfahren, das als Zeitfahren ausgetragen wurde, belegte er den 14. Rang. Die norwegische Mannschaft kam nicht in die Mannschaftswertung.